# Liste des ports en Belgique
Cet article répertorie les différents ports de Belgique.

## Ports maritimes
- Port d'Anvers, 2e port maritime d'Europe
- Port de Blankenberge, port de plaisance et de pêche
- Port de Bruges-Zeebruges
- Port de Gand
- Port d'Ostende
- Port de Nieuport,  port de plaisance et de pêche, le plus petit de la côte[réf. nécessaire]
- Port de Bruxelles

## Ports fluviaux
- Port de Bruxelles
- Port de Charleroi
- Port de Genk
- Port de La Louvière
- Port de Liège , 3e port fluvial d'Europe
- Port de Namur
- Port de Tournai